# El Rey Magnum
El Rey Magnum (nom complet : El Rey Magnum RCF) est un cheval de race arabe, connu pour son hypertype en tête.

## Histoire
El Rey Magnum naît en 2017 à Orrion Farms, un élevage de chevaux arabes spécialisé situé à Ellensburg, dans l'État de Washington. Il se fait connaître à l'occasion de la mise en ligne d'une vidéo d'Orrion Farm sur Vimeo, le 4 octobre 2017, visant à présenter ce poulain alors âgé de neuf mois, avec les titres d'accroche « Le roi », « vous n'en croirez pas vos yeux », et « le monde entier l'attendait ». La vidéo est vue plus de 290 000 fois. El Rey Magnum est alors estimé valoir plusieurs millions de dollars.
En 2018, il reçoit le prix de la plus belle tête chez les yearlings lors du championnat du monde du cheval arabe au salon du cheval de Paris. 

## Description
Son éleveur Doug Leadley le décrit comme « proche de la perfection », avec un chanfrein très concave, un port de tête relevé, un port de queue haut et un mouvement considéré comme élégant,. Il le qualifie de « plus beau cheval arabe du monde ».

## Pedigree
El Rey magnum est un arrière-petit-fils du champion international Magnum Psyche.
| Origines de El Rey Magnum                 | Origines de El Rey Magnum             | Origines de El Rey Magnum      | Origines de El Rey Magnum |
| ----------------------------------------- | ------------------------------------- | ------------------------------ | ------------------------- |
| Père Basilio CS 2013 - Arabe alezan       | JJ Bellagio 2007 - Arabe              | Magnum Psyche 1995 - Arabe     | Padrons Psyche            |
| Père Basilio CS 2013 - Arabe alezan       | JJ Bellagio 2007 - Arabe              | Magnum Psyche 1995 - Arabe     | A Fancy Miracle           |
| Père Basilio CS 2013 - Arabe alezan       | JJ Bellagio 2007 - Arabe              | Joyeuse NY 2000 - Arabe        | RSC Carhif                |
| Père Basilio CS 2013 - Arabe alezan       | JJ Bellagio 2007 - Arabe              | Joyeuse NY 2000 - Arabe        | Florenz NY                |
| Père Basilio CS 2013 - Arabe alezan       | Goddess of da Vinci 2010 - Arabe, bai | Da Vinci FM 1999 - Arabe       | Versace                   |
| Père Basilio CS 2013 - Arabe alezan       | Goddess of da Vinci 2010 - Arabe, bai | Da Vinci FM 1999 - Arabe       | Full Moon Astar           |
| Père Basilio CS 2013 - Arabe alezan       | Goddess of da Vinci 2010 - Arabe, bai | Goddess of Marwan 2005 - Arabe | Marwan Al Shaqab          |
| Père Basilio CS 2013 - Arabe alezan       | Goddess of da Vinci 2010 - Arabe, bai | Goddess of Marwan 2005 - Arabe | Amety B                   |
| Mère Cirque du Soleil BF 2012 - Arabe Bai | Apalo 2008 - Arabe, alezan            | Justify 2003 - Arabe           | Magnum Psyche             |
| Mère Cirque du Soleil BF 2012 - Arabe Bai | Apalo 2008 - Arabe, alezan            | Justify 2003 - Arabe           | S Justadream              |
| Mère Cirque du Soleil BF 2012 - Arabe Bai | Apalo 2008 - Arabe, alezan            | Gloria Apal 2003 - Arabe       | Psytadel                  |
| Mère Cirque du Soleil BF 2012 - Arabe Bai | Apalo 2008 - Arabe, alezan            | Gloria Apal 2003 - Arabe       | SA Misha Apal             |
| Mère Cirque du Soleil BF 2012 - Arabe Bai | En Soleil 2000 - Arabe, gris          | Parys El Jamaal 1991 - Arabe   | Ali Jamaal                |
| Mère Cirque du Soleil BF 2012 - Arabe Bai | En Soleil 2000 - Arabe, gris          | Parys El Jamaal 1991 - Arabe   | FF Pavielle               |
| Mère Cirque du Soleil BF 2012 - Arabe Bai | En Soleil 2000 - Arabe, gris          | JA Encore Encore 1995 - Arabe  | Encore Ali                |
| Mère Cirque du Soleil BF 2012 - Arabe Bai | En Soleil 2000 - Arabe, gris          | JA Encore Encore 1995 - Arabe  | JA Orgullosa              |

## Controverse
La mise en ligne de la première vidéo d'El Rey Magnum suscite une importante controverse relative au problème de l'hypertype de la tête des chevaux arabes. Face à une photo du poulain, plusieurs personnes croient qu'il s'agit d'un photomontage. Des vétérinaires britanniques et américains le citent comme le premier exemple d'hypertype chez le cheval, après ceux déjà constatés en élevage canin et félin. L'article de l'Agence Science-Presse et celui du site vétérinaire français Vetitude comparent El Rey Magnum à une caricature. Dans le New Scientist, le vétérinaire Danny Chambers déplore cette tendance prise en élevage équin. Les réactions sur les réseaux sociaux sont très polarisées, allant de l'admiration à la réaction d'horreur,. De nombreuses commentateurs comparent ce poulain à un animal de cartoon ; entre autres, le président de la British Equine Veterinary Association, Jonathan Pycock, qui juge par ailleurs El Rey Magnum affreux et monstrueux, et craint qu'il ne développe des problèmes respiratoires. Le britannique Tim Greet qualifie El Rey Magnum de « ridicule », ajoutant que sa difformité est « plus significative pour un cheval que pour un chien », car les chevaux respirent uniquement par le nez. Le président de World Horse Welfare Roly Owers, vétérinaire équin, se déclare horrifié, craignant que ce poulain ne transmette sa difformité aux générations futures.